# Jurij Tyma
Jurij Tyma, ukr. Юрій Казимирович Тима (ur. 29 października 1966 w Tarnopolu) – ukraiński działacz społeczny i polityk nacjonalistyczny, od 2003 przywódca UNA-UNSO.

## Życiorys
Urodził się w rodzinie nauczycieli języków obcych. W młodości pracował jako stolarz. W 1987 brał udział w likwidacji następstw katastrofy czarnobylskiej. W tym samym roku podjął studia w Państwowym Instytucie Pedagogicznym w Tarnopolu, które ukończył w 1992. We wrześniu 1989 wziął udział w zjeździe Ludowego Ruchu Ukrainy, był członkiem Ukraińskiego Związku Helsińskiego. W styczniu 1991 zaangażowany w obronę Sejmu Republiki Litewskiej. Był jednym z założycieli Związku Narodowej Młodzieży Ukraińskiej (СНУМ) oraz UNSO. Stał na czele obwodu tarnopolskiego Samoobrony. Od 1992 pełnił obowiązki zastępcy komendanta głównego UNSO w Naddniestrzu odpowiedzialnego za prace oświatowo–wychowawcze, za co został odznaczony przez władze samozwańczej republiki. W 1994 został wybrany posłem do Rady Najwyższej Ukrainy z okręgu Czortków. Później trzykrotnie bez powodzenia ubiegał się o mandat: z ramienia UNA (1998, 2002) i Ludowego Ruchu Ukrainy (2006). W czasie wojny rosyjsko-czeczeńskiej brał udział w obronie Groznego. W 1996 podpisał w Mińsku umowę o współpracy z białoruskich „Białym Legionem”. We wrześniu 2003 objął funkcję przywódcy zjednoczonej UNA-UNSO.